# Radziecko-japońskie walki graniczne

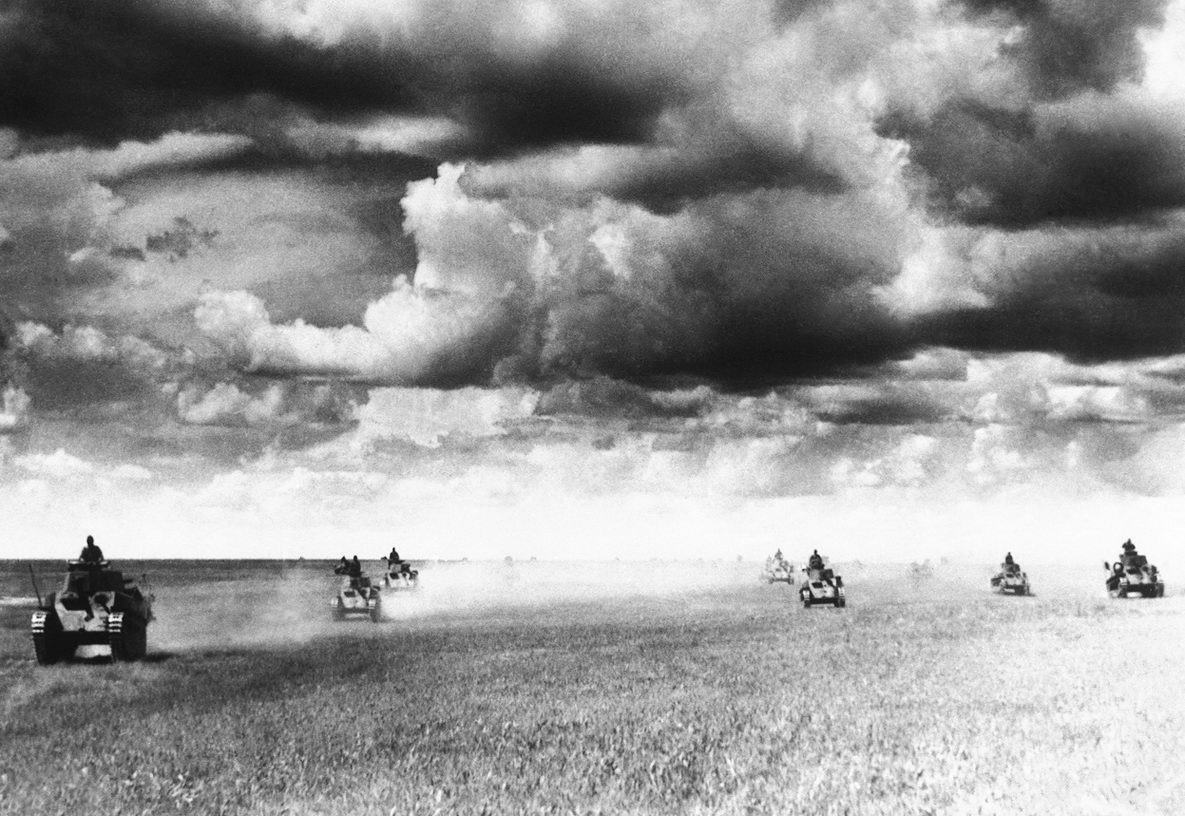
Japońskie czołgi w bitwie nad Chałchin-Goł

Radziecko-japońskie walki graniczne – seria przygranicznych konfliktów zbrojnych pomiędzy ZSRR a Japonią, mająca miejsce w latach 1932–1939.

## Sytuacja polityczna
Po zajęciu przez Japonię w 1910 Cesarstwa Koreańskiego i utworzeniu z części terytorium Chin w 1932 sąsiadującego marionetkowego państwa Mandżukuo, kraj ten skierował swoje militarne zainteresowanie w stronę sąsiednich terytoriów radzieckich. Starcia pomiędzy obiema stronami miały miejsce głównie w rejonie pogranicza Mandżurii i radzieckiego Dalekiego Wschodu.

## Walki nad jeziorem Chasan 1938
Walki nad jeziorem Chasan miały miejsce w okresie od 29 lipca do 11 sierpnia 1938. Były skutkiem zajęcia 9 lipca przez Armię Czerwoną wzgórza Zaoziornaja (Zhanggufeng), które Sowieci uważali za własne terytorium. Japonia przystąpiła do działań drogą dyplomatyczną, jednocześnie w rejon nadgraniczny wysyłając dywizję piechoty. Dowódca Frontu Dalekowschodniego, marszałek Wasilij Blücher, usiłował przekonać władze w Moskwie, że działania zbrojne będą niekorzystne dla ZSRR. Nakazały one jednak operację militarną. Sowieci, pomimo przewagi liczebnej, ponieśli klęskę w potyczce. 10 sierpnia Ludowy Komisarz Spraw Zagranicznych ZSRR Maksim Litwinow przedstawił ambasadorowi Japonii propozycję porozumienia. Walki ustały 11 sierpnia o godzinie 13:30 czasu miejscowego.

## Bitwa nad Chałchin-Goł 1939
Walki nad Chałchin-Goł toczyły się pomiędzy 11 maja a 16 września 1939, tym razem Armia Czerwona, pod dowództwem Gieorgija Żukowa, odniosła zwycięstwo nad wojskami japońskimi. Rezultatem japońskiej klęski pod Chałchin-Goł było podpisanie 16 września 1939 zawieszenia broni między siłami zbrojnymi obu krajów. Bezzwłocznie po zawarciu układu kończącego działania wojenne na Dalekim Wschodzie Armia Czerwona rozpoczęła nad ranem 17 września 1939 agresję na Polskę.
Klęska nad Chałchin-Goł przesądziła o kierunku dalszej ekspansji japońskiej. Japońskie dowództwo doszło do wniosku, że na północnym kierunku działań napotkają zbyt duże siły radzieckie. Jednoczesny brak decydujących rozstrzygnięć w wojnie z Chinami, spowodował zwrot na południe z zamiarem opanowania rejonów zasobnych w surowce mineralne.

## Radziecko-japoński pakt o nieagresji
13 kwietnia 1941 w Moskwie został podpisany dwustronny pakt o nieagresji.
Podpisany traktat miał określoną ważność do 13 kwietnia 1946. Jeszcze w 1941 Japonia rozważała zerwanie paktu, co było skutkiem agresji jej niemieckiego sojusznika na ZSRR, jednak ostatecznie podtrzymano jego ważność i kontynuowano ekspansję na kierunku południowym. Uchroniło to ZSRR przed groźbą wojny na dwa fronty. W stolicy Japonii Cesarska Marynarka Wojenna uzyskała decydujący wpływ w kształtowaniu polityki militarnej kraju i z jej inicjatywy armia skierowała się przeciw Brytyjczykom. Japońscy przywódcy postanowili podczas tajnej konferencji w Tokio 2 lipca 1941 nie włączać się do wojny z ZSRR, dopóki nie nastąpi całkowita klęska Armii Czerwonej.
5 kwietnia 1945 ZSRR zapowiedział Japonii nieprzedłużenie paktu – był to skutek porozumienia amerykańsko-radzieckiego na konferencji jałtańskiej o wspólnych walkach przeciw Japonii. W sierpniu tego samego roku Sowieci wypowiedzieli Japonii wojnę (wojna radziecko-japońska) i przeprowadzili inwazję na Mandżurię, tzw. operację kwantuńską.